# Lorraine (Kanada)
Lorraine – miasto w Kanadzie, w prowincji Quebec, w regionie Laurentides i MRC Thérèse-De Blainville. Nie ma tu żadnych zakładów przemysłowych, a jedyne sklepy znajdują się przy głównym wjeździe, gdzie zajmują dwa budynki. Miasto powstało w 1960 roku jako zaplanowana miejscowość rezydencjalna. Znajduje się zaledwie ok. 25 km na północ od Montrealu.
Liczba mieszkańców Lorraine wynosi 9 613. Język francuski jest językiem ojczystym dla 85,0%, angielski dla 7,2% mieszkańców (2006).